# نهاية سعيدة (فلم هندي)
'نهاية سعيدة' (بالإنجليزية: Happy Ending) هو فيلم كوميدي رومانسي من إخراج راج نيديمورو, كريشنا كي دي، وبطولة النجمة إليانا دي كروز، سيف علي خان، وإنتاج شركة Illuminati Films.تم إصداره في 28 مارس 2014 .

## البطولة
- سيف علي خان
- إليانا دي كروز
- كالكي كوتشيلن
- بريتي زينتا (ظهور خاص)
- كارينا كابور (ظهور خاص)

## الإنتاج

### التصوير
بعض من التصوير تم تصويره في آن أربور، ميشيغان.